# Aruba nos Jogos Olímpicos
Aruba competiu pela primeira vez nos Jogos Olímpicos em 1988, e tem participado de todas as edições dosJogos Olímpicos de Verão desde então.  Aruba ainda tenta conquistar a primeira medalha Olímpica.
Antigamente, Aruba competia sob o nome de Antilhas Holandesas, Reino da Holanda de 1952 até 1984. Aruba se tornou uma região autônoma e separada do Reino da Holanda em 1986.
O Comitê Olímpico Arubano foi formado em 1985 e reconhecido 1986.
Aruba nunca competiu em Jogos Olímpicos de Inverno.

## Quadros de medalhas

### Quadro de Medalhas por Jogos de Verão
| Jogos               | Atletas       | Ouro | Prata | Bronze | Total | Posição |
| 1988 Seul           | 8             | 0    | 0     | 0      | 0     | -       |
| 1992 Barcelona      | 5             | 0    | 0     | 0      | 0     | –       |
| 1996 Atlanta        | 3             | 0    | 0     | 0      | 0     | –       |
| 2000 Sydney         | 4             | 0    | 0     | 0      | 0     | –       |
| 2004 Atenas         | 4             | 0    | 0     | 0      | 0     | –       |
| 2008 Beijing        | 2             | 0    | 0     | 0      | 0     | –       |
| 2012 Londres        | 4             | 0    | 0     | 0      | 0     | –       |
| 2016 Rio de Janeiro | 7             | 0    | 0     | 0      | 0     | –       |
| 2020 Tóquio         | Evento Futuro |      |       |        |       |         |
| Total               | Total         | 0    | 0     | 0      | 0     | -       |